# جیجاد
جیجاد، روستایی است از توابع بخش دودانگه شهرستان ساری در استان مازندران ایران.

## جمعیت
این روستا در دهستان بنافت قرار داشته و براساس آخرین سرشماری مرکز آمار ایران که در سال ۱۳۹۵ صورت گرفته، جمعیت آن ۱۱نفر (۵خانوار) بوده‌است.